# دنیپرواویا
دنیپرواویا (به انگلیسی: Dniproavia) یک شرکت هواپیمایی با کد یاتا Z6 است که در تاریخ ۱۹۹۶ میلادی تأسیس شده است. دفتر مرکزی دنیپرواویا در دنیپرو، اوکراین واقع شده‌است و قطب این شرکت هواپیمایی در فرودگاه بین‌المللی دنیپروپتروفسک قرار دارد و به ۱۶ مقصد، پرواز مستقیم انجام می‌دهد.